# Paul Morrison
Paul Morrison (* 6. Dezember 1944 in London) ist ein britischer Dokumentarfilmer und Regisseur.

## Leben
Morrison kam 1944 in London zur Welt. Seine Großeltern waren Anarchisten  und aus Russland nach Großbritannien emigriert, wo sie ein Ladengeschäft führten. Morrisons Eltern gründeten in Großbritannien eine Reformgemeinschaft. Der Vater änderte den Nachnamen der Familie „Moskovitch“ schließlich in „Morrison“.  Morrison wuchs ohne tieferen Bezug zur jüdischen Kultur auf und begann erst in den 1970er-Jahren, seine jüdischen Wurzeln zu erkunden.
Morrison arbeitete nach Ende seines Studiums als Dokumentarfilmer. Seine erste Arbeit, die ihn auch bekannt machte, wurde 1971 John and Yoko mit John Lennon unter anderem daheim singend am Klavier. Seine in Zusammenarbeit mit der Spastics Society & Mental Health entstandene Dokumentation Like Other People wurde 1973 mit dem Grierson Award ausgezeichnet. Als Teil der Filmemachergemeinschaft Newsreel Collective schuf Morrison 1978 den Dokumentarfilm über Rassismus Divide and Rule – Never! und als Teil von The Collective (Joy Chamberlain, Noreen MacDowell, Pasco Macfarlane) 1982 den Spiel- und Dokumentarfilm True Romance Etc. über sexuelle Erfahrungen von Teenagern. Weitere Arbeiten Morrisons umfassen die satirische Dokumentation Unstable Elements (1988), die sich mit der Atomindustrie befasst, und From Bitter Earth (1989) über während des Holocaust in Ghettos und Konzentrationslagern entstandene Kunstwerke. Zahlreiche seiner Dokumentationen entstanden für den britischen Fernsehsender Channel Four.
Im Jahr 1991 erschien Morrisons mit Howard Cooper verfasstes Buch A Sense of Belonging: Dilemmas of British Jewish Identity sowie der gleichnamige Dokumentarfilm für Channel Four. Im Zuge der Recherchen für Dokumentarfilm und Buch entdeckte Morrison auch die ihm bisher unbekannte Geschichte des jüdischen Lebens in den Tälern von Wales. Gleichzeitig diente die Recherche für Morrison auch der Wiederentdeckung seiner eigenen jüdischen Identität. Als Morrison sich im Laufe der 1990er-Jahre vom Dokumentarfilm zu entfernen begann, da er das Gefühl hatte, in dem Genre bereits alles erzählt zu haben, wandte er sich dem Spielfilm zu und verfasste das Drehbuch zu Salomon und Gaenor. Der Film, der von der Liebe eines orthodoxen Juden zu einer einfachen walisischen Arbeitertochter handelt, kam 1999 in die Kinos und wurde Morrisons Spielfilmregiedebüt. Salomon und Gaenor wurde in einem Mix der Sprachen Englisch, Walisisch und Jiddisch gedreht und 2000 für einen Oscar in der Kategorie Bester fremdsprachiger Film nominiert.
Nach Salomon und Gaenor drehte Morrison weitere Spielfilme: Davids wundersame Welt behandelt die Freundschaft eines jüdischen Jungen mit neuen Nachbarn aus der Karibik, während Morrison in Little Ashes eine Liebesbeziehung von Salvador Dalí und Federico García Lorca thematisierte.
Neben seiner Arbeit im Filmbereich ist Morrison auch als Psychotherapeut tätig.

## Filmografie (Auswahl)
- 1971: John and Yoko (TV)
- 1973: Like Other People (TV)
- 1978: Divide and Rule – Never! (TV)
- 1982: True Romance Etc. (TV)
- 1988: Unstable Elements (TV)
- 1989: From Bitter Earth (TV)
- 1991: A Sense of Belonging (TV)
- 1993: Degas and Pissarro Fall Out (TV-Kurzfilm)
- 1994: Without Walls (TV-Dokumentarserie, zwei Folgen)
- 1993: Degas and Pissarro Fall Out (TV)
- 1994: Lucrezia Borgia Reveals All (TV)
- 1994: A Midsummer Night’s Scream (TV)
- 1999: Salomon und Gaenor (Solomon and Gaenor)
- 2003: Davids wundersame Welt (Wondrous Oblivion)
- 2008: Little Ashes

## Auszeichnungen (Auswahl)
- 1999: Goldener Delphin, Festróia, für Salomon und Gaenor
- 2000: Nominierung bester Film, Cherbourg-Octeville Festival of Irish & British Film, für Salomon und Gaenor
- 2004: Publikumspreis für den besten Spielfilm, Boston Jewish Film Festival, für Davids wundersame Welt
- 2004: Nominierung Filmpreis Emden, Internationales Filmfest Emden-Norderney, für Davids wundersame Welt